# Contém 1g

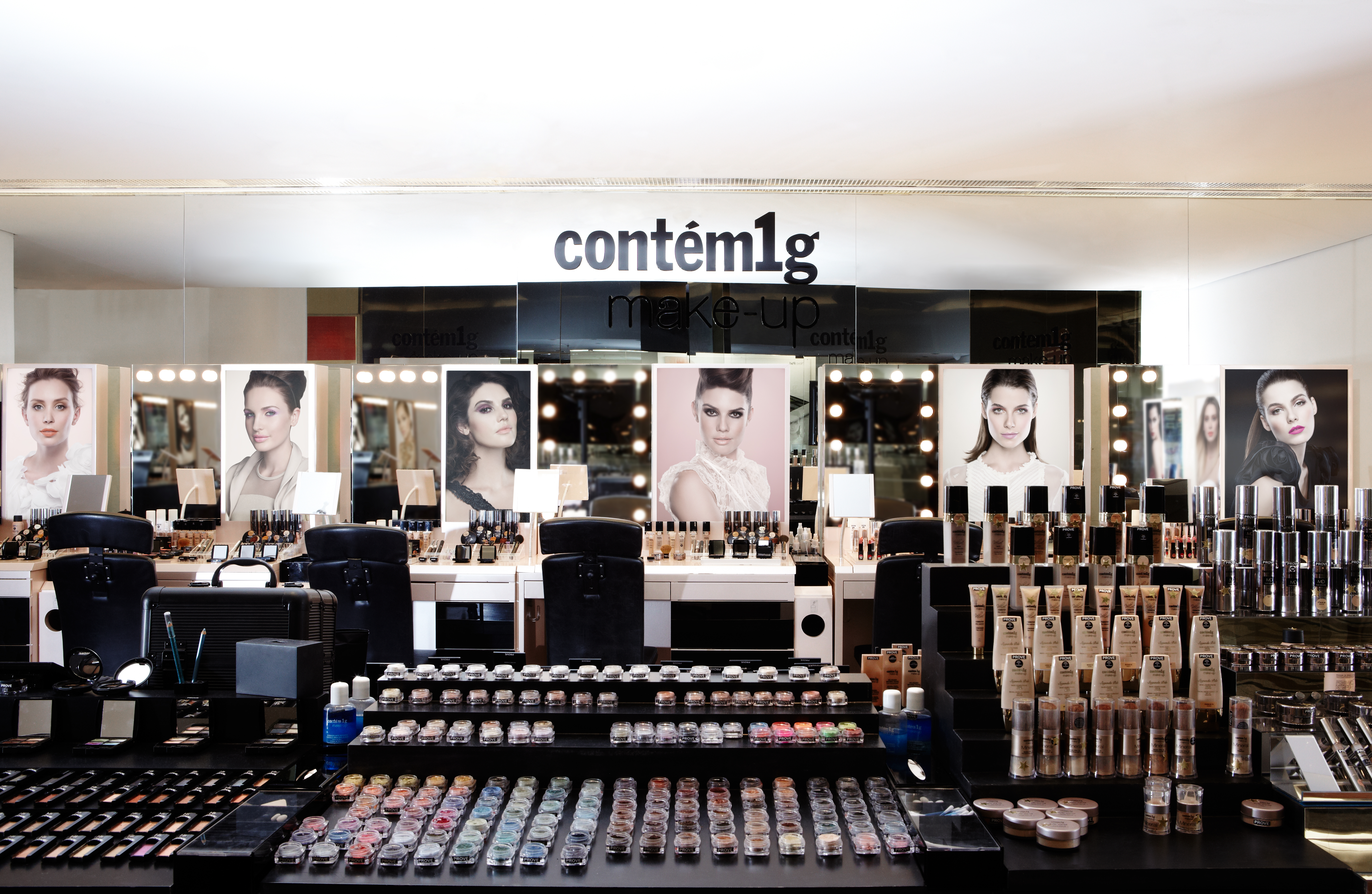
Loja Contém1g make-up

Contém1g é uma marca brasileira do ramo de cosméticos. Fundada em 1984 na cidade de São João da Boa Vista, produz artigos para maquiagem, fragrâncias e cuidados para a pele. Chegou a possuir 120 pontos de vendas em todo o Brasil. A empresa foi fundada em 1984. Rogério Rubini é o fundador da marca e foi presidente da companhia.
Em 1993 passou a atuar no mercado brasileiro de cosméticos, com a produção e comercialização de perfumes. Em 2000 ingressa no segmento de varejo, por meio de franquias. Em 2006 começou a atuar exclusivamente no mercado de maquiagem, promovendo um reposicionamento completo da marca, que ganhou nova assinatura: Contém1g make-up. Em 2011 conquistou o Selo de Excelência da Associação Brasileira de Franchising (ABF).
Em 2018 entrou em recuperação judicial, com um passivo de 40 milhões de reais.

Em 2023 foi adquirida pela Sallve, que a colocou de volta no mercado.